# Pilizetes rugifrons
Pilizetes rugifrons är en kvalsterart som först beskrevs av Stoll 1891.  Pilizetes rugifrons ingår i släktet Pilizetes och familjen Galumnidae. Inga underarter finns listade i Catalogue of Life.